# Dreiblättrige Waldsteinie
Die Dreiblättrige Waldsteinie (Waldsteinia ternata) ist eine Pflanzenart aus der Gattung der Waldsteinien (Waldsteinia) in der Unterfamilie der Rosoideae innerhalb der Familie der Rosengewächse (Rosaceae).

## Beschreibung

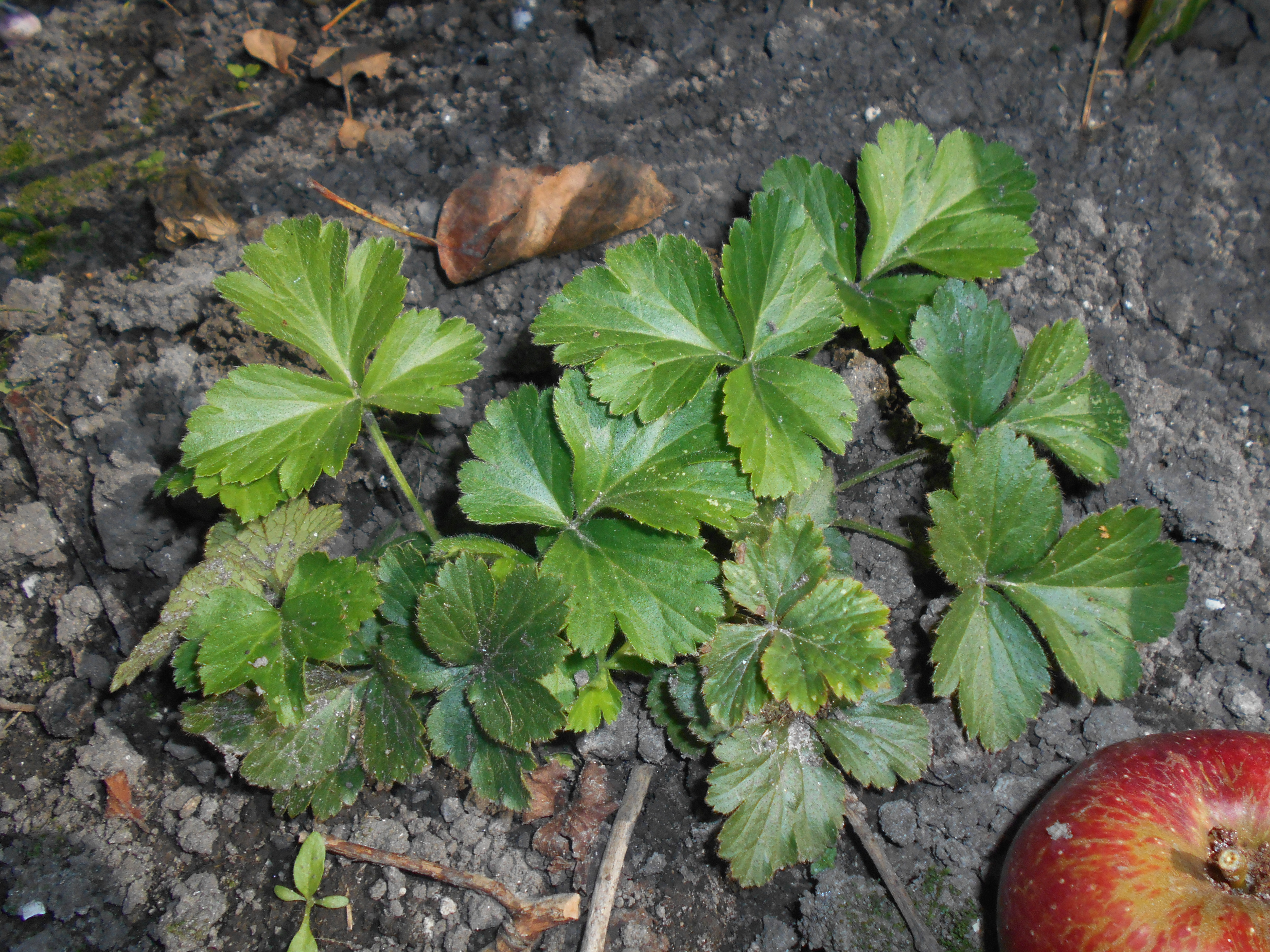
Zusammengesetzte Laubblätter

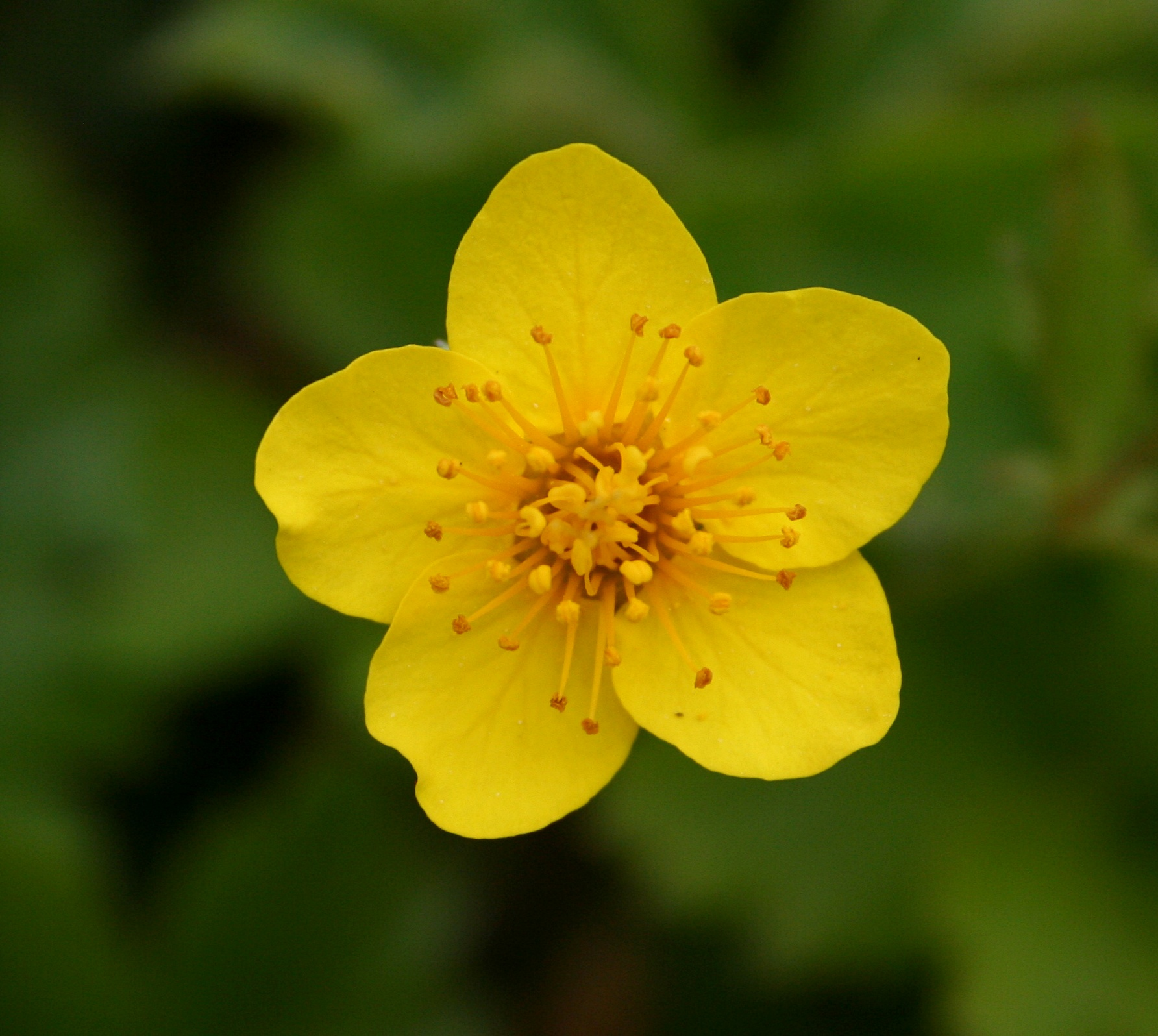
Blüte im Detail

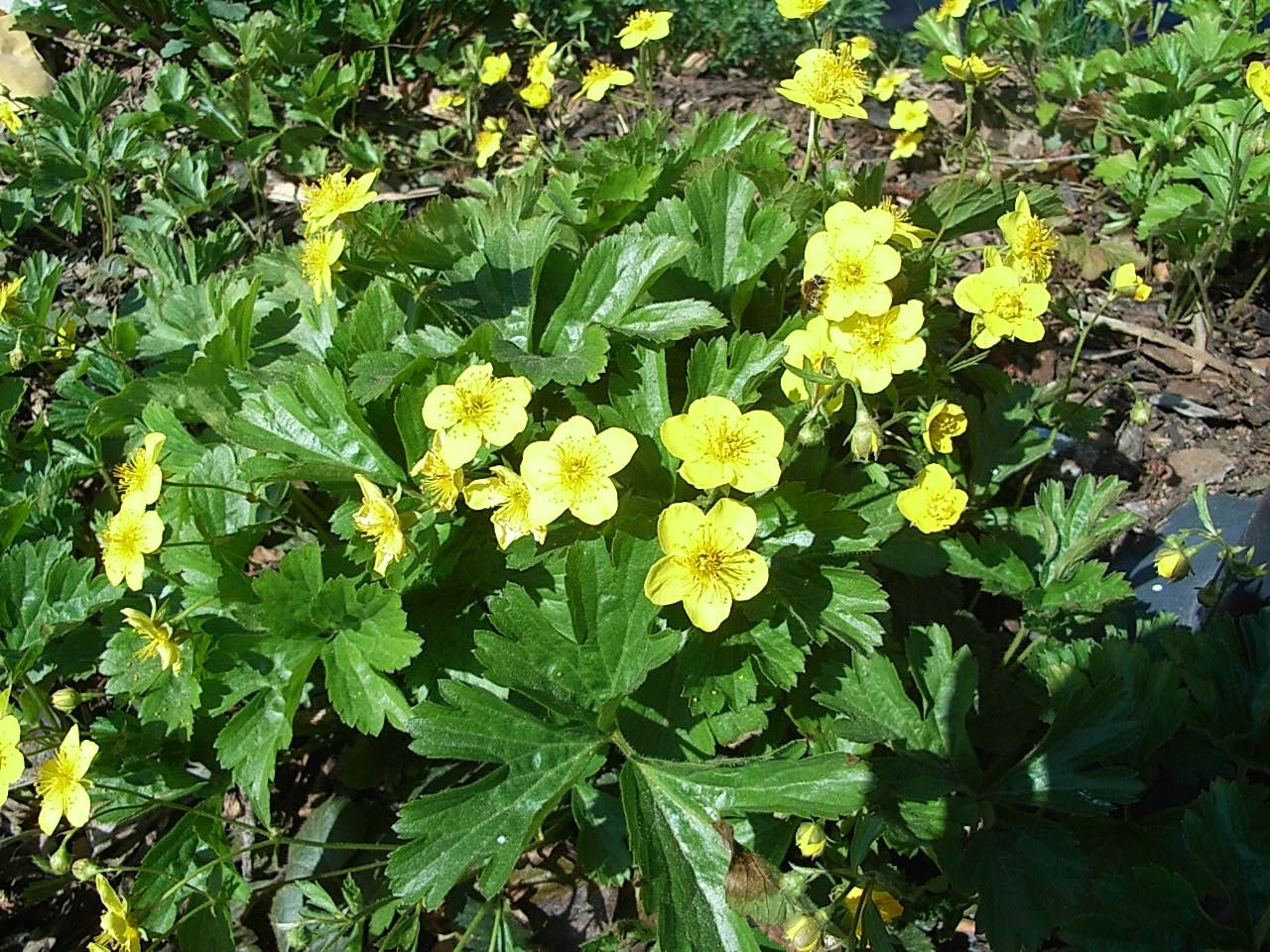
Habitus

### Vegetative Merkmale
Die Dreiblättrige Waldsteinie ist eine immergrüne, ausdauernde krautige Pflanze, die Wuchshöhen von 10 bis 15 Zentimetern erreicht. Sie bildet wurzelnde Ausläufer und niederliegende Rhizome.
Die grundständig angeordneten Laubblätter sind in Blattstiel sowie -spreite gegliedert und insgesamt 7 bis 10 Zentimeter lang. Der Blattstiel ist kahl oder am oberen Ende fein behaart. Die Blattspreite der Grundblätter ist dreizählig zusammengesetzt. Die Blattabschnitte sind kurz gestielt; diese Stielchen sind spärlich fein behaart. Die Spreite der Blattabschnitte ist bei einer Länge von 1 bis 4 Zentimetern sowie einer Breite von 1 bis 3,5 Zentimetern rhombisch-eiförmig bis verkehrt-eiförmig mit mehr oder weniger keilförmiger Basis und ihr Rand ist gekerbt; am oberen Ende sind sie drei- bis fünflappig. Die Oberseite der Blattabschnitte ist etwas purpurfarben und die Unterseite grün; beide Blattseiten sind spärlich fein behaart oder verkahlen. Die Blattlappen enden stumpf oder spitz. Die braunen Nebenblätter sind auf der Unterseite fast kahl und die Ränder sind bewimpert. Es sind auch (manchmal nur eines) Stängelblätter vorhanden, diese sind reduziert.

### Generative Merkmale
Die Blütezeit reicht von April bis Mai oder in China von Mai bis Juni; in dieser Zeit reifen auch die Früchte. Die 7 bis 20 Zentimeter langen, kahlen Blütenstandsschäfte besitzen wenige unscheinbare, linealisch-lanzettliche und ungeteilte Hochblätter, die bis zu drei Zähne aufweisen. Der zymöse Blütenstand enthält nur ein bis drei Blüten. Die häutigen Tragblätter sind dreieckig-eiförmig und kahl oder am oberen Ende fein behaart mit glatten Rand. Der Blütenstiel ist kahl oder selten etwas flaumig behaart.
Die zwittrige Blüte ist bei einem Durchmesser von 1 bis 2,5 Zentimetern radiärsymmetrisch und fünfzählig. Es ist ein Außenkelch vorhanden. Die fünf Außenkelchblätter sind lanzettlich und viel kleiner als die Kelchblätter. Die fünf Kelchblätter sind dreieckig-eiförmig mit zugespitztem oberen Ende oder sie enden mit zwei oder drei Zähnen. Die Kelchblätter sind fast halb so lang wie die Kronblätter. Die fünf gelben Kronblätter sind elliptisch bis rhombisch-elliptisch. Die Kronblätter haben im Gegensatz zur Gelapptblättrigen Waldsteinie (Waldsteinia geoides) keine öhrchenartigen Fortsätze und sind nur sehr kurz genagelt. Die zahlreichen Staubblätter sind in drei Kreisen angeordnet. Die Fruchtblätter sind frei. Der dünne Griffel endet in einer kopfigen Narbe.
Die Früchtchenstiele sind kurz behaart. Die schwarz-brauen Achänen sind bei einer Länge von 2 bis 3 Millimetern zylindrisch bis schief verkehrt-eiförmig und weiß zottig behaart.
Die Chromosomengrundzahl beträgt x = 7.

## Systematik und Verbreitung
Die Erstbeschreibung erfolgte 1806 unter dem Namen (Basionym) Dalibarda ternata durch Christian Friedrich Stephan in Mémoires de la Société Impériale des Naturalistes de Moscou, Band 1, S. 92, Tafel 10. Die Neukombination zu Waldsteinia ternata (Stephan) Fritsch wurde 1889 durch Karl Fritsch in Oesterreichische Botanische Zeitschrift, Band 39, S. 449 veröffentlicht. Ein weiteres Synonym für Waldsteinia ternata (Stephan) Fritsch ist Geum ternatum (Stephan) Smedmark.
Waldsteinia ternata besitzt eine disjunktes Verbreitungsgebiet, zum einen in Ostasien und zum anderen in Osteuropa. Waldsteinia ternata kommt in Ostasien im Changbai Shan im südlichen Jilin, in Japan und in Sachalin sowie östlichen Sibirien im östlichen Russland vor; dazwischen liegen über 5000 km.
Die ökologischen Zeigerwerte nach Landolt et al. 2010 sind in der Schweiz: Feuchtezahl F = 3 (mäßig feucht), Lichtzahl L = 3 (halbschattig), Reaktionszahl R = 3 (schwach sauer bis neutral), Temperaturzahl T = 3+ (unter-montan und ober-kollin), Nährstoffzahl N = 3 (mäßig nährstoffarm bis mäßig nährstoffreich), Kontinentalitätszahl K = 2 (subozeanisch).
Es wurden mehrere Subtaxa beschrieben, die Flora of China 2003 erkennt keine davon an.
Je nach Autor gibt es etwa drei Unterarten (siehe Herwig Teppner 1974):
- Waldsteinia ternata subsp. maximowicziana Teppner: Sie kommt in Fernost, sowie im mittleren bis nördlichen Japan vor. Die Chromosomenzahl beträgt 2n = 28.[6]
- Waldsteinia ternata (Stephan) Fritsch subsp. ternata (Syn.: Waldsteinia sibirica Tratt.): Sie ist im Gebiet des Baikalsees zu finden. Die Chromosomenzahl beträgt 2n = 42.[6]
- Waldsteinia ternata subsp. trifolia (Rochel ex W.D.J.Koch) Teppner: Sie kommt in den Ost-Alpen in Kärnten und Slowenien, in Kroatien und Rumänien in halbschattigen Grasfluren, Gebüsch- und Waldsäumen, Talhängen von Schluchten und bodenfrischen und luftfeuchten Standorten vor. Die Chromosomenzahl beträgt 2n = 28.[6]

## Nutzung
Die Dreiblättrige Waldsteinie wird zerstreut als Zierpflanze für Gehölzgruppen, Rabatten und Gräber genutzt. Sie ist seit spätestens 1803 in Kultur. Die Sorte ‚Kronstadt‘ ist großblütig, ‚Variegata‘ hat panaschierte Laubblätter. Die Kulturpflanzen gehen meist auf Waldsteinia ternata subsp. trifolia zurück.